# Seria o Rolex?
"Seria o Rolex?" é o primeiro single da banda brasileira Móveis Coloniais de Acaju em seu álbum Idem (2006).

## História
Também por ele foi feito o primeiro videoclipe da banda.
O videoclipe mostra um programa de receitas, Bella Marmita, onde seria ensinada a receita da feijoada búlgara, que é tanto citada pela banda. Em meio a uma propaganda de relógios Rolex e uma noiva bêbada, os animais cujas carnes serão usadas na receita ressucitam causando uma confusão.